# 佐賀県立武雄青陵中学校・武雄高等学校
佐賀県立武雄青陵中学校・武雄高等学校（さがけんりつ たけおせいりょうちゅうがっこう・たけおこうとうがっこう, 英称:Saga Prefectural Takeo Seiryo Junior High School and Takeo High School）は、佐賀県武雄市武雄町大字永島（中学校）と佐賀県武雄市武雄町大字武雄（高等学校）に所在し、中高一貫教育を提供する県立中学校・高等学校。高校の略称は「武高」（ぶこう）。

## 概要
歴史
2007年（平成19年）に佐賀県立武雄高等学校と佐賀県立武雄青陵高等学校が統合され現校名となった。「青陵」の校名および校舎、校歌を併設中学校が継承している。
設置学科（高等学校）
全日制課程 普通科
校舎所在地
- 高等学校 - 佐賀県武雄市武雄町大字武雄5540-2（北緯33度11分22.6秒 東経130度1分6.6秒 / 北緯33.189611度 東経130.018500度）
- 中学校 - 佐賀県武雄市武雄町大字永島13323-2（北緯33度11分36.7秒 東経130度1分58.6秒、旧武雄青陵高等学校）

校訓・教育方針
「質実剛健にして、報恩感謝の誠を尽くし、高志博学に励む」
教育目標
「高い志と未来を切り拓く力を持ち、地域や国際社会の発展に貢献できる、人間性豊かな人材を育成する」
校章
三つの峰を有する御船山をモチーフとし、縁のグラデーションで萌える若葉を表し、内部の六角形で中高一貫の6年間を表している。中央の文字は、高等学校が「高」、中学校が「中」となっている。また中高一貫用のシンボルもあり、それには「武雄」（Takeo）の頭文字の「T」を置いている。
旧校章
- 武雄高等学校（前）- 御船山を背景にし、中央に「武高」の文字（縦書き）を置いている
- 旧制武雄中学校 - 「中」の文字を背景に、中央に「武雄」の文字（縦書き）を置いている
- 武雄高等女学校 - 八稜鏡[2]を背景に、御船山と桜の花の絵を配している。

校歌
- 高等学校 - 作詞は岩崎卯一、作曲は阿保寛による。歌詞は2番まであり、両番に校名の「武雄」が登場する。
- 中学校 - 旧武雄青陵高等学校校歌を継承しており、作詞は田坂守人、作曲は中田喜直による。歌詞は3番まであり、各番とも「わが青陵わが青陵」で終わる。
- 上記の他に「武陵讃歌」がある。

制服
男子の冬服シャツ、女子の冬服ブラウスは中学校が水色で、高等学校は白色である。
同窓会
「武陵会」（ぶりょうかい）と称している。

## 沿革
高等女学校
- 1908年（明治41年）
  - 3月 - 「武雄町外七か村学校組合立武雄高等女学校」が開校。この年を創立年とする。
  - 4月 - 第1・2学年を設置し、開校式を挙行。
- 1915年（大正4年）4月 - 組織改編により、「武雄町外七ケ村学校組合立武雄実科高等女学校」に改称。
- 1928年（大正7年）4月1日 - 郡立移管により、「杵島郡立武雄実科高等女学校」に改称。
- 1920年（大正9年）4月1日 - 組織改編により、「杵島郡立武雄高等女学校」と改称。
- 1923年（大正12年）4月1日 - 県立移管により、「佐賀県立武雄高等女学校」と改称。
- 1947年（昭和22年）4月1日 - 学制改革により、移行措置として高等女学校1・2年修了者を対象に、新制中学校を併設。
- 1948年（昭和23年）3月31日 - 学制改革により、新制高等学校発足のため、閉校。

旧制中学校
- 1927年（昭和2年）
  - 4月1日 - 「佐賀県立武雄中学校」（旧制、男子校）が創立。
  - 5月  - 開校式を挙行。
- 1947年（昭和22年）4月1日 - 学制改革により、移行措置として旧制中学校1・2年修了者を対象に、新制中学校を併設。
- 1948年（昭和23年）3月31日 - 学制改革により、新制高等学校発足のため、閉校。

新制高等学校（武雄高等学校）
- 1948年（昭和23年）4月1日 -　学制改革に伴い、武雄高等女学校と武雄中学校を統合し、「佐賀県立武雄高等学校」と改称。
  - 男子を第一部、女子を第二部とする。
  - 全日制（普通課程）と定時制（家庭課程・農業課程）が設置される。
  - 旧2校の併設中学校を継承。ただし移行措置のため、3年生のみが在籍する中学校であった。
- 1949年（昭和24年）
  - 3月31日 - 旧制中学校・高等女学校最終年度に入学した生徒を送り出し、併設中学校を廃止。
  - 4月1日 - 部制を廃止し、男女共学となる。
- 1951年（昭和26年）4月 - 定時制において、農業課程を商業課程に変更する。
- 1953年（昭和28年）4月 - 夜間定時制の大町分校（普通課程・商業課程）を設置。
- 1954年（昭和29年）9月 - 校歌と校旗を制定。校歌の作詞は岩崎卯一（元・関西大学学長、作曲は阿保寛(大阪学芸大学教授)による。
- 1957年（昭和32年）
  - 3月31日 - 定時制課程家庭科を廃止。
  - 4月1日 - 全日制課程家庭科（後に家政科）を新設。定時制課程(商業科のみ)昼間より夜間に切替。
- 1959年（昭和34年）9月 - 大町分校を佐賀県立佐賀商業高等学校へ移管。
- 1988年（昭和63年）
  - 2月 - 校門を移転。
  - 3月31日 - 定時制課程を廃止。
- 1991年（平成3年）4月1日 - 家政科の募集を停止。
- 1992年（平成4年）3月 - 特別教室棟(理科・家庭科実習教室等)が完成。旧特別教室棟・音楽室・礼法室等を解体。
- 1993年（平成5年）3月31日 - 家政科を廃止。
- 1995年（平成7年）3月 - 普通教室棟が完成。
- 1996年（平成8年）3月 - 管理棟と特別教室棟(芸術、地歴・公民、視聴覚教室等)が完成。

新制高等学校（武雄青陵高等学校）
- 佐賀県立武雄青陵高等学校#沿革を参照。

併設型中高一貫校
- 2002年（平成14年）10月 -「佐賀県立高等学校再編整備第一次実施計画」の中で武雄高等学校と武雄青陵高等学校を統合し、併設型中高一貫校にする方針を佐賀県が公表[3]。
- 2007年（平成19年）
  - 1月 - 武雄青陵高等学校が生徒募集を停止。新設される武雄青陵中学校の入学試験を実施。
  - 4月1日 - 武雄青陵高等学校と武雄高等学校が統合し、「佐賀県立武雄青陵中学校・武雄高等学校」となる。併設型中高一貫教育を開始。
  - 6月9日 - 開校式典を挙行。
- 2008年（平成20年）10月 - 創立100周年記念式典を挙行。
- 2009年（平成21年）
  - 3月14日 - 武雄青陵高等学校の閉校式を挙行。
  - 3月31日 - 武雄青陵高等学校が最後の卒業生を送り出し、閉校。27年の歴史に幕を閉じる。

## 学校行事
体育大会

## 部活動
運動部
- 野球部（中高）
- サッカー部（中高）
- 陸上部（中高）
- バレーボール部（中高）
- バスケットボール部（中高）
- バドミントン部（中高）
- 硬式テニス部（中高）
- 卓球部（中高）
- 剣道部（中高）
- 柔道部（中高）
- 弓道部（中高）
- 少林寺拳法部

文化部
- 吹奏楽部（中高）
- 美術部（中高）
- 書道部（中高）
- 放送部
- 茶華道部
- ボランティア部
- 演劇部
- 陶芸部
- 写真部
- 新聞文芸部
- 科学部（中高）
- ESS同好会（English Speaking Society）

## 出身者一覧
- 井本勇（元佐賀県知事）
- 貝原俊民（元兵庫県知事）
- 吉田勝豊（元プロ野球選手（東映フライヤーズ-読売ジャイアンツ-西鉄ライオンズ））
- 一ノ瀬泰造（戦場カメラマン）
- 佐々木昭彦（元競輪選手）
- 吉原菜那（元女子競輪選手）
- 江口美智子（ローカルタレント）
- 田中茂（元参議院議員）
- 谷口太一郎（嬉野市長）
- 樋渡啓祐 (前・武雄市長)
- 樋渡真司（俳優）
- 松尾亜紀子 (慶應義塾大学教授、日本航空宇宙学会会長）
- 中橋愛生（作曲家）
- AMADORI（女性シンガー）
- 笹井宏之（歌人）
- 青木理奈（ローカルタレント）
- 三根梓（女優）
- 黒川明（参天製薬代表取締役会長兼CEO）

## アクセス
- 最寄りの鉄道駅
  - JR九州　「武雄温泉駅」（徒歩25分）
- 最寄りのバス停
  - JR九州バス「武雄中央公園前」停留所、「青陵中学校前」停留所
- 最寄りの道路
  - 高等学校 - 国道34号、佐賀県道330号武雄塩田線、「武雄高校前」交差点
  - 中学校 - 国道34号、佐賀県道345号武雄白石線、「白岩球場入口」交差点

## 周辺
- 高等学校 - 武雄郵便局、武雄市役所、武雄市文化会館、武雄神社
- 中学校 - 武雄看護学校、白岩運動公園